# Yixilaimuqi Xiang
Yixilaimuqi Xiang (kinesiska: 依希来木其乡, 依希来木其) är en socken i Kina. Den ligger i den autonoma regionen Xinjiang, i den nordvästra delen av landet, omkring 650 kilometer sydväst om regionhuvudstaden Ürümqi. Antalet invånare är 13 047. Befolkningen består av 6 327 kvinnor och 6 720 män. Barn under 15 år utgör 24,0 %, vuxna 15-64 år 70 %, och äldre över 65 år 4,0 %.
Genomsnittlig årsnederbörd är 153 millimeter. Den regnigaste månaden är juni, med i genomsnitt 31 mm nederbörd, och den torraste är april, med 3 mm nederbörd.